# Alex Fernandes
Alex Nascimento Fernandes (Santos, 3 giugno 2002) è un calciatore brasiliano, centrocampista del Neftçi Baku in prestito dal Baltika.

## Carriera

### Club
Cresciuto a livello giovanile tra Portuguesa Santista, Atlético Mineiro e Santos, nell'estate del 2022 approda in Europa, firmando per la formazione bulgara del Černo More Varna, ritagliandosi fin da subito un posto da titolare.
La sua esperienza in Bulgaria termina nel febbraio del 2024, quando firma per i russi del Baltika un contratto della durata di tre anni e mezzo. La seconda parte di stagione nella massima serie russa si conclude con una retrocessione nella serie cadetta, oltre alla finale della coppa nazionale persa contro lo Zenit San Pietroburgo.